# Renato Augusto Santos Júnior
Renato Augusto Santos Júnior (29 de enero de 1992) es un futbolista brasileño que juega como centrocampista en el Ventforet Kofu.

## Trayectoria

### Clubes
| Club                       | País     | Año       |
| -------------------------- | -------- | --------- |
| S. E. Palmeiras            | Brasil   | 2012-2018 |
| Moreirense F. C. (cedido)  | Portugal | 2012-2013 |
| Joinville E. C. (cedido)   | Brasil   | 2015      |
| A. A. Ponte Preta (cedido) | Brasil   | 2016      |
| Figueirense F. C. (cedido) | Brasil   | 2016      |
| E. C. Santo André (cedido) | Brasil   | 2017      |
| Paysandu S. C. (cedido)    | Brasil   | 2017-2018 |
| Shimizu S-Pulse            | Japón    | 2019-2023 |
| Ventforet Kofu             | Japón    | 2024-     |